# Chaetomitriopsis
Chaetomitriopsis là một chi rêu trong họ Hookeriaceae.